# سفارة فرنسا في كوريا الجنوبية
سفارة فرنسا في كوريا الجنوبية هي أرفع تمثيل دبلوماسي لدولة فرنسا لدى كوريا الجنوبية. تقع السفارة في سول وهي تهدف لتعزيز المصالح الفرنسية في كوريا الجنوبية.

## وصلات خارجية
- الموقع الرسمي
- قائمة سفارات فرنسا
- قائمة السفارات في كوريا الجنوبية